# Wolfgang Schäuble
Wolfgang Schäuble (18. září 1942 Freiburg im Breisgau – 26. prosince 2023) byl německý právník a politik za Křesťanskodemokratickou unii, od 28. října 2009 spolkový ministr financí ve druhé a třetí vládě Angely Merkelové. Předtím byl v letech 2005–2009 spolkovým ministrem vnitra v první vládě Angely Merkelové, roli ministra vnitra zastával již v letech 1989–1991 ve vládě Helmuta Kohla. V letech 2017 až 2021 zastával úřad předsedy Německého spolkového sněmu.

## Životopis
Civilním povoláním byl právník, studoval ekonomii a právo v rodném Freiburgu a v Hamburku, závěrečné zkoušky absolvoval v letech 1966 a 1970. Později byl daňovým úředníkem Bádenska-Württemberska a v letech 1978 až 1984 pracoval jako právník.
Wolfgang Schäuble byl od roku 1969 ženatý, měl tři dcery a jednoho syna.

### Politická dráha

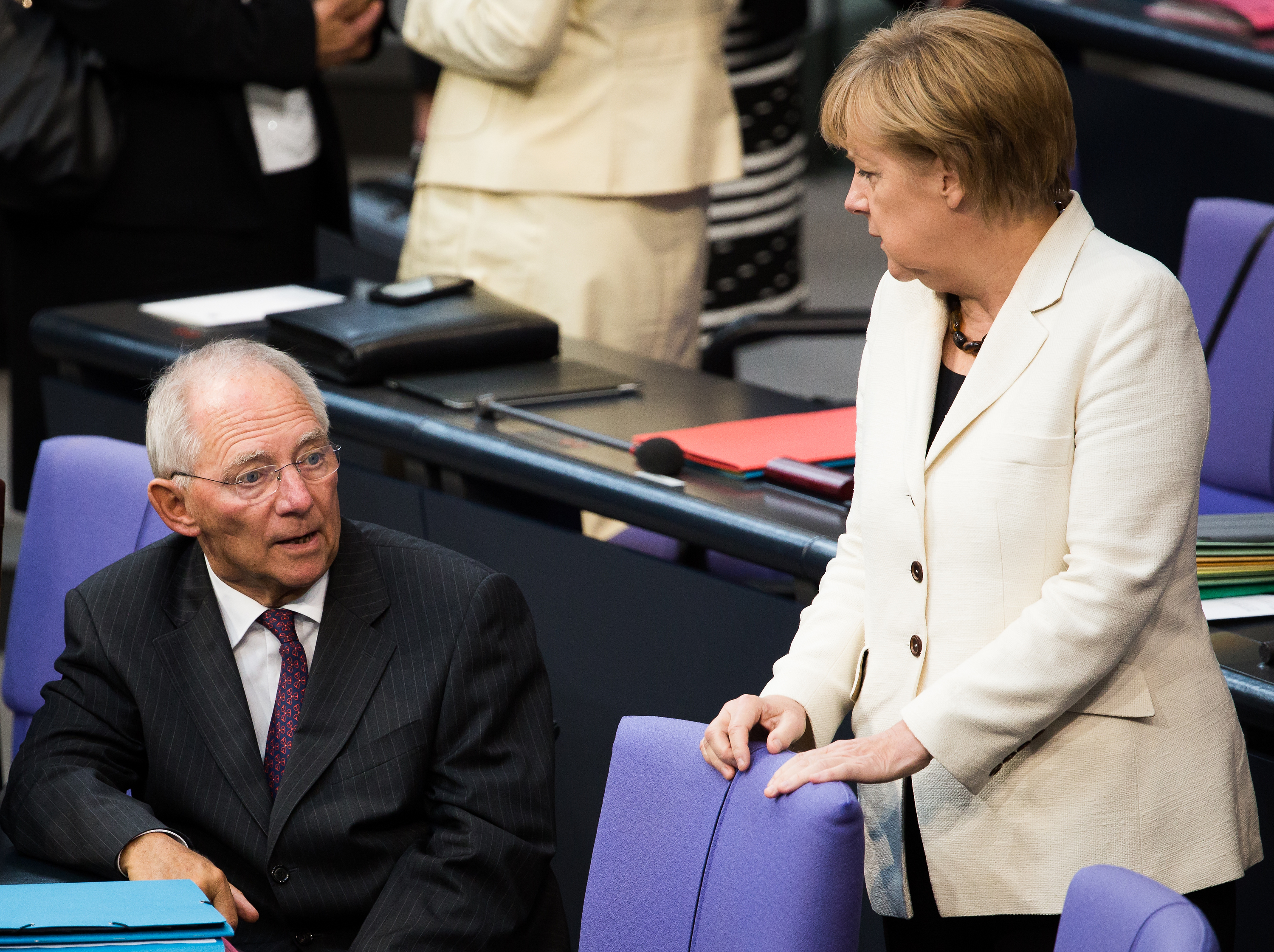
Angela Merkelová s Wolfgangem Schäublem

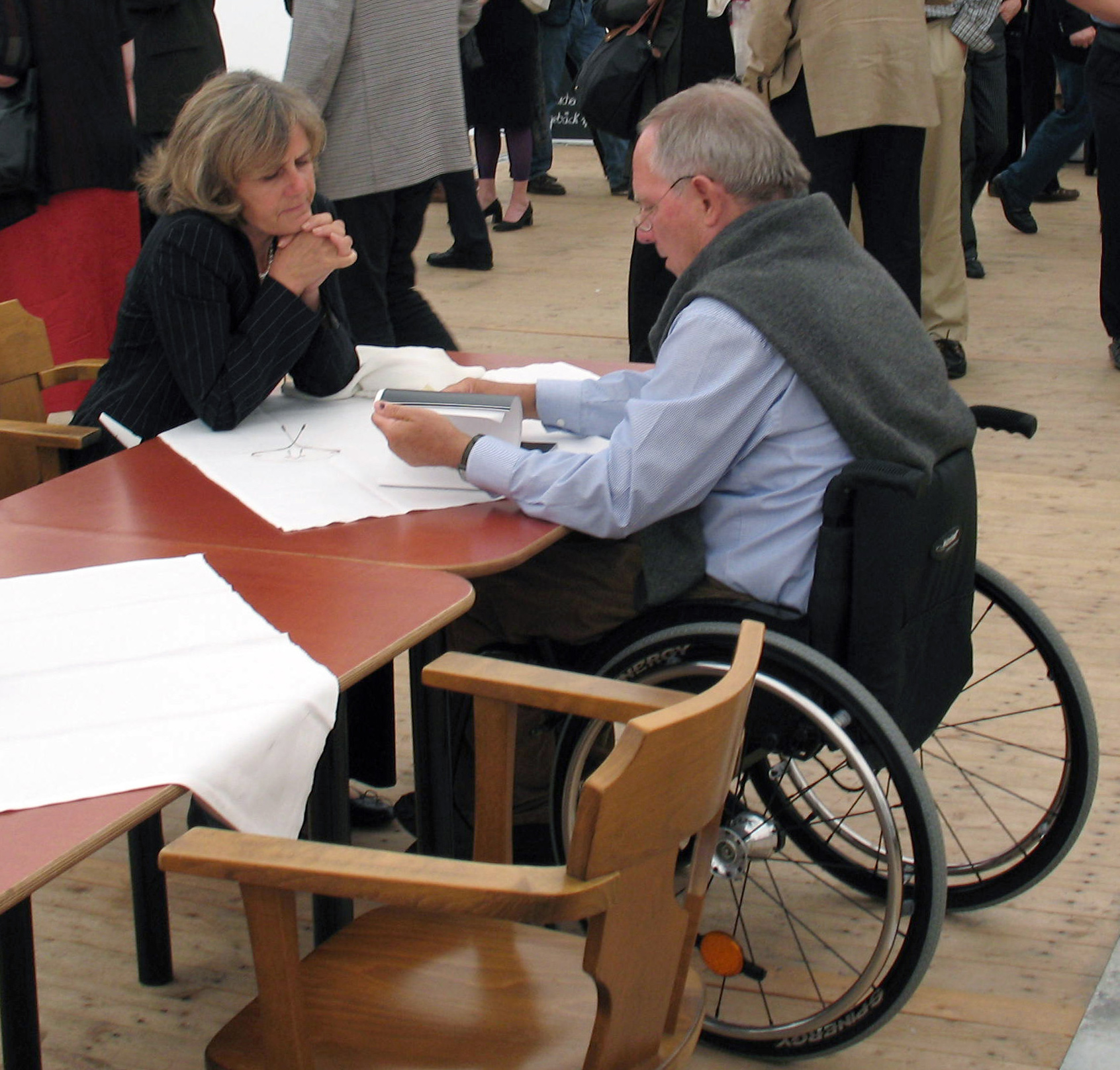
Po atentátu byl Wolfgang Schäuble odkázán na invalidní vozík

V politice se začal Schäuble angažovat v roce 1961, kdy se stal členem Mladých křesťanských demokratů, členem Křesťanskodemokratické unie se pak stal v roce 1965. Po porážce strany ve volbách roku 1998 se dokonce stal jejím předsedou, ale v roce 2000 po finančním skandálu týkající se daru od Karlheinze Schreibera z funkce odstoupil a byl vystřídán Angelou Merkelovou.
Členem spolkového sněmu se Schäuble stal v roce 1972, od roku 1991 byl předsedou zdejší koalice Křesťanskodemokratické unie s Křesťansko-sociální unií Bavorska (i této funkce se vzdal v roce 2000 v reakci na skandál).
V roli ministra vnitra se podílel na přípravách znovusjednocení Německa a v devadesátých letech patřil k nejpopulárnějším německým politikům, byl dokonce populárnější než předseda strany Helmut Kohl. Byl předpokládaným nástupcem Kohla a neustále se objevovaly spekulace, že ho vystřídá ve funkci německého kancléře. Než ovšem došlo ke střídání, prohrála koalice v roce 1998 volby a Schäuble se tak kancléřem nestal.
Dne 24. října 2017, tj. měsíc po ne příliš vydařených volbách do Spolkového sněmu, byl Wolfgang Schäuble zvolen novým Předsedou Německého spolkového sněmu. V úřadu tak nahradil po dvanácti letech nepřetržitého úřadování svého stranického kolegu Norberta Lammerta.
V říjnu 2021 přenechal Wolfgang Schaüble své místo předsedy Spolkového sněmu Bärbel Basové.

#### Atentát
Na Schäubleho byl spáchán 12. října 1990 atentát, Dieter Kaufmann na něj vypálil tři výstřely. Schäublemu střela poškodila míchu pod třetím hrudním obratlem, takže od té doby byl částečně znehybněn a používal invalidní vozík. Zasažen byl také jeho tělesný strážce. Útočníka soud prohlásil za duševně nemocného schizofrenií.

#### Smrt
26. prosince 2023 kolem osmé hodiny večerní Wolfgang Schäuble zemřel. V době svého úmrtí byl stále členem Spolkového sněmu, což z něj činí nejdéle sloužícího člena tohoto orgánu (celkem 51 let).

## Vyznamenání
- rytíř velkokříže Řádu zásluh o Italskou republiku, Itálie, 24. dubna 1986[7]
- velkodůstojník Národního řádu za zásluhy, Francie, 1988[8]
- velký záslužný kříž s hvězdou Záslužného řádu Spolkové republiky Německo, Německo, 1989
- velkokříž Řád prince Jindřicha, Portugalsko, 2. června 1989[9]
- velkokříž Záslužného řádu Spolkové republiky Německo, Německo, 1991[8]
- komandér Řádu čestné legie, Francie, 1998[8]
- Řád za zásluhy Bádenska-Württemberska, Bádensko-Württembersko, 2008[8]
- velkodůstojník Řádu dubové koruny, Lucembursko, 2011[8]
- velkodůstojník Řádu tří hvězd, Lotyšsko, 22. února 2019